# Éomer
Éomer er en fiktiv person, der optræder i J.R.R. Tolkiens trilogi Ringenes Herre.
Éomer optræder i De to tårne og Kongen vender tilbage. Navnet har Tolkien fra Beovulfkvadet. 

## Familie
Éomers onkel er konge over Rohan og hans søster er Éowyn.
I filmtrilogien baseret på Tolkiens romaner bliver Éomer spillet af skuespilleren Karl Urban.